# 暗号文単独攻撃
暗号文単独攻撃（あんごうぶんたんどくこうげき、ciphertext-only attack、COA）または既知暗号文攻撃（きちあんごうぶんこうげき、known ciphertext attack）とは、暗号系 (cryptosystem) の強度を評価する際の仮想攻撃者がとる攻撃モデルの一つで、攻撃者は暗号文にのみアクセス可能であるという仮定のもとで行われる。
暗号文から、対応する平文あるいは鍵を導ければ、その攻撃は成功したと言える。また、元となる平文の情報を少しでも取得することができれば、それだけでも攻撃は成功と見なされる。例えば、攻撃対象がトラフィック流保護のため暗号文を定期的に送信している場合、本物のメッセージと空のメッセージとを区別できれば非常に有用である。また、本物のメッセージの存在の有無が推測できるというだけでもトラフィック解析の助けとなる。
暗号史初期の暗号は、暗号文単独攻撃でも突破可能であった。頻度分析などの統計的手法はシーザー暗号のような単純な暗号理論を無力化し、エニグマのような機械式暗号装置も解読の手間を増やしたのみで『暗号文のみからは解読されない』特性を実現したわけではない。紙とペンでは解読不能でも、コンピュータの計算速度に対しては暗号の要を為さない。
よって、現代の暗号はどれも暗号文単独攻撃への耐性を（労力ではなく原理的に）持つように設計されている。 新しい暗号規格の選定は数年かけて行われるが、選定作業には大量の暗号文を使用した徹底的なテストが含まれており、これにより暗号文とランダムノイズとが統計的な性質の点で区別できないことを確認する（AES暗号選定プロセスも参照のこと）。また、ステガノグラフィーの分野においては、あるデータに他のデータの統計的性質を取り込むMimic functionなどの手法の開発により一部で発展が見られた。それでもなお、誤った暗号の使用法や、念入りな精査が行われていない自家製の暗号アルゴリズムへの依存のせいで、コンピュータ時代の暗号システムの中にも暗号文単独攻撃の対象となるものが数多く存在する。例を以下に挙げる。
- マイクロソフト のPPTP VPNソフトウェアでは、送信側と受信側で同じRC4キーを使用していた[1]（後のバージョンにはまた別の問題がある）。いかなる場合でも、RC4のようなストリーム暗号で同じ鍵を2度使用すれば暗号文単独攻撃を許してしまう。ストリーム暗号攻撃も参照のこと。
- Wired Equivalent Privacy(WEP)は初のWi-Fi向けセキュリティプロトコルであるが、いくつかの攻撃法に対して脆弱であることが判明しており、その多くが暗号文単独攻撃である。
- 近年設計された暗号の中にも、後に暗号文単独攻撃に対して脆弱であることが明らかになったものがある。Akelarreも参照のこと。
- 暗号の鍵空間が十分に小さい場合、暗号文にさえアクセスできればあとは単純にすべての鍵を試行すればよい（総当たり攻撃）。この場合、何らかの方法でランダムノイズと正しい平文とを区別する必要があるが、これは平文が自然言語で、かつ暗号文の長さが判別距離より長ければ容易に行える。例としてはDESがあり、これは鍵の長さが56ビットしかない。またよくあるケースとしては、商用のセキュリティ製品において、暗号鍵の作成にAESのような堅固な方法ではなくユーザの入力したパスワードを使用しているものがある（例えば、Windows NT 4.0のPPTPにおいて、セッションキーはユーザの入力したパスワードから生成される[2]）。ユーザの入力したパスワードが暗号の鍵空間と同程度の情報エントロピーを持っていることは稀であるため、そのような暗号はこの方法で突破できることがよくある。DVDに使用されているCSS暗号は鍵の長さが40ビットしかないため、MPEG-2のデータにさえアクセス出来れば後はこの方法だけで突破が可能である。